# Phố Đặng Tất, Hà Nội
Đặng Tất là phố trực thuộc quận Ba Đình, Hà Nội. Nó bắt đầu từ phố Quán Thánh tới phố Phan Đình Phùng.

## Lịch sử
Đây nguyên là địa phận thôn Quan Quang thuộc tổng Yên Thành, huyện Vĩnh Thuận cũ. Xưa có chợ khá đông là chợ Yên Quang. Thời Pháp đây là phố Bà ô-ti-gông. Sau năm 1945 đổi là Đặng Tất.

## Đặc điểm-Vị trí
Phố này dài 235m, đi từ phố Quán Thánh đến phố Phan Đình Phùng, nhìn sang phố Nguyễn Cảnh Chân. Phố có nhiều nhà Pháp cũ, vắng người qua lại. Phố thuộc phường Quán Thánh, quận Ba Đình.

## Các tuyến xe buýt chạy qua
Không tuyến xe buýt nào chạy qua đường này.

## Địa điểm nổi bật
- Nhà cũ thời Pháp